# Yspertal
Yspertal là một thị xã thuộc huyện Melk trong bang Niederösterreich.